# گارلفورد
گارلفورد (به انگلیسی: Guarlford) یک روستا و محله مدنی در بریتانیا است که در Malvern Hills واقع شده‌است.